# Pacaltsdorp
Pacaltsdorp is een voormalig dorp en voorstad van George in de Zuid-Afrikaanse provincie West-Kaap. Pacaltsdorp behoort tot de gemeente George, die onderdeel van het district Tuinroute is.